# Metalofon
Metalofonul este un instrument de percuție construit din corpuri sonore metalice: carillon, clopote, celestă etc.).
Metalofon se numește orice instrument muzical la care sunetul este produs de o componentă metalică, cu excepția coardelor, cum ar fi bare metalice acordate, tuburi, boluri sau plăci metalice. Cel mai frecvent, sunetul se produce prin lovirea cu un ciocănel, dar poate fi produs și prin fricțiune, prin acționare cu clape sau alte mijloace.